# Atlético Goianiense
Der Atlético Clube Goianiense – meist nur kurz Atlético Goianiense, in Listen auch Atlético-GO, genannt – ist ein Fußballverein aus Goiânia, der rund 1,2 Millionen Einwohner zählenden Hauptstadt des brasilianischen Bundesstaates Goiás. Der Verein wurde am 2. April 1937 ins Leben gerufen und ist damit der älteste Klub der nur vier Jahre zuvor gegründeten Stadt.
Der Verein wird nach seinem brasilienüblichen Maskottchen, einem Drachen, auch oft mit Dragão bezeichnet. Für die Fans findet wiederum die Bezeichnung Atléticano häufig Anwendung.

## Geschichte

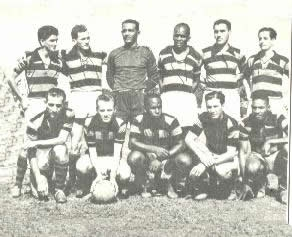
Mannschaft von 1940

Der Verein wurde am 2. April 1937 von Nicanor Gordo und Joaquim Veiga begründet, die aber schon im folgenden Jahr zum Goiânia EC weiterzogen. Das an den FC São Paulo angelehnte Vereinswappen und das stark an Flamengo Rio de Janeiro erinnernde Trikot brachte der Torwart Edison Hermano de Brito ein, der vorher bei beiden Vereinen gespielt hat.
Bei der Erstaustragung des Campeonato Goiano, der Staatsmeisterschaft von Goiás, 1944 behielt Atlético im Finale gegen Goiânia EC noch die Oberhand. Bis einschließlich 1961, als Vila Nova, ein weiterer Klub aus Goiânia, seinen ersten Titel feiern konnte, machten die beiden Vereine den Titel unter sich aus. Der Rivale behielt aber meist die Oberhand und gewann in diesen Jahren zwölfmal die Staatsmeisterschaft, während die „Drachen“ nur vier weitere Titel einsammeln konnten. Zwei weitere Staatsmeisterschaften folgten 1964 und 1970. Aufmerksamkeit erregte in jener Zeit auch der Finaleinzug bei der Copa Brasil Central 1967, Im Torneio da Integração Nacional von 1971 besiegte Atlético im Finale AA Ponte Preta.
Eine kleine Renaissance erlebte der Verein in den 1980er Jahren. Neben vier weiteren Finalteilnahmen bei Staatsmeisterschaften, in denen Atlético zwei Titel gewann, qualifizierte sich der Verein 1979, 1980, 1986 und 1987 auch für die Teilnahme an der nationalen Meisterschaft. Größter Erfolg war hier wohl der 23. Platz von 1980 unter 44 Teilnehmern. 1986 folgte ein 29. Platz. Nominell erfolgreicher ist aber der 11. Rang in der offiziellen Meisterschafts-Liga von 1987. Diese war aber nur zweitklassig besetzt, denn die großen Klubs des Landes spielten um die Copa União in einer vom Verband der bedeutendsten Vereine Brasiliens, dem Clube dos 13, abgehaltenen Parallel-Liga (→ Campeonato Brasileiro de Futebol: Chaos-Saison 1987).
In weiteren Jahren folgte ein Niedergang. 2001 fiel das vereinseigene Stadion der Abrissbirne zum Opfer und musste einem Einkaufszentrum weichen. 2003 stieg Atlético als abgeschlagener Letzter erstmals aus der ersten Staatsliga ab. 2005 gelang dem Klub aber als Zweitligameister der Wiederaufstieg und bereits im ersten Jahr erreichten die Drachen wieder einmal das Staatsfinale, unterlagen dort aber denkbar knapp dem Rekordmeister Goiás EC mit 0:1 nach einem 0:0 im Hinspiel. Bei einer Wiederauflage des Finales 2007 konnte sich Atlético aber mit 2:2 und 2:1 revanchieren und feierte nach 18-jähriger Durststrecke seinen zehnten Erfolg bei der Staatsmeisterschaft, was zugleich einen Platz in der Hauptrunde des Brasilianischen Pokals und in der dritten nationalen Liga, der Série C einbrachte. Dort erreichte Atlético einen achtbaren sechsten Rang. 2008 konnte sich der Klub erneut für die Série C qualifizieren. Dort erreichten die Drachen mit einem 7:1-Erfolg gegen Itumbiara EC, einer weiteren Mannschaft aus Goiás, nicht nur den höchsten Sieg des Wettbewerbes, sondern hatten mit 84 Saisontoren auch insgesamt die mit Abstand beste Sturmreihe aufzuweisen. Dies verhalf dem Verein zu einem souveränen ersten Platz und damit den Aufstieg in die Série B.
2009 war bislang ein gutes Jahr für den Altmeister von Goiás. Auf Staatsebene gelang erneut das Vordringen in das Finale. Nach einem 2:1 im Hinspiel unterlag Atlético aber im Rückspiel mit 0:2, was die 22. Vizemeisterschaft bedeutete: ein einsamer Rekord in Goiás.
Ab 2010 spielte Atlético Goianiense wieder in der Série A. In der Saison 2012 stieg der Verein als Vorletzter in die Série B ab. Nach der Rückkehr in die Série A zur Série A 2017, musste der Klub am Ende der Meisterschaftsrunde als Tabellenletzter direkt wieder absteigen. Nach Abschluss der Série B 2019 belegte der Klub den vierten Platz und konnte zur Saison 2020 die Rückkehr in die Série A feiern. In der Série A 2022 belegte Atlético den 18. Platz und musste somit wieder absteigen. In der zweiten Liga erreichte der Klub in der Folgesaison am letzten Spieltag den vierten Tabellenplatz und die Rückkehr in die Série A zur Saison 2024. In der Série A 2024 belegte der Klub mit dem 19. den vorletzten Platz und musste direkt wieder absteigen.

## Stadion

### Estádio Antônio Accioly
In der Regel trägt Atlético Goianiense seine Heimspiele im vereinseigenen Estádio Antônio Accioly aus. Nach einer Renovierung wurde das Stadion mit 8000 Plätzen 2005 wiedereröffnet.

### Estádio Serra Dourada
Das Estádio do Governo do Estado de Goiás, meist Serra Dourada genannt, ist das größte Stadion von Goiás und gehört der Staatsregierung. Es wurde bis 1975 nach einem Plan des später mit dem Pritzker-Preis ausgezeichneten Architekten Paulo Mendes da Rocha erbaut. Ursprünglich fasste das Stadion rund 80.000 Zuschauer, doch Modernisierungen, erhöhter Komfort und mehr Sicherheit haben die gegenwärtige Kapazität auf 50.000 schrumpfen lassen.
Atlético nutzt das Serra Dourado („Goldene Berge“) immer dann, wenn der zu erwartende Zuschauerzuspruch dies rechtfertigt. 1976 erreichte Atlético bei einem Spiel gegen Vila Nova mit 56.854 Zusehern sein bislang größtes Publikum.
Das Stadion wird auch von den Ortskonkurrenten Goiás EC und Vila Nova FC benutzt. Es stand in der Vorauswahl für die Fußball-Weltmeisterschaft 2014.

## Bekannte Spieler und Trainer
Spieler:
Baltazar Maria de Moráis Junior, genannt Baltazar gilt als der bedeutendste Spieler der Vereinsgeschichte. Bei der Staatsmeisterschaft 1978 stellte er mit 31 Toren einen noch heute bestehenden Rekord auf. Später spiele Baltazar unter anderem auch bei Grêmio in Porto Alegre sowie bei Atlético Madrid. Mit der Fußballnationalmannschaft von Brasilien gewann er die Copa América 1989.
Weitere erinnernswerte Spieler sind:
- Júlio César Garcia – „Júlio César“
- Valdeir Celso Moreira – „Valdeir“
- Lindomar de Paula Queiroz – „Lindomar“
- Romero Mendonça Sobrinho – „Romerito“
- Marcelo Pereira Moreira – „Pavão“

 Trainer: 
- Geninho, Februar bis Juni 2010; Gewinn der Staatsmeisterschaft 2010

## Statistiken

### Zuschauer
Jahr, Ligazugehörigkeit, Spiele, Zuschauerdurchschnitt, durchschnittlicher Eintrittspreis:
- 2008: Série C – 16 – 4.060 – BRL 08,10
- 2007: Série C – 16 – 5.150 – BRL 11,60
- 2006: Série C - 06 – 3.194 – BRL 07,80

- Angaben beruhend auf offiziellen Statistiken der Confederação Brasileira de Futebol.

- 2006–2008 betrug der Umrechnungskurs etwa BRL 1,00 = EUR 0,33.

## Erfolge
- Staatsmeisterschaft von Goiás: (17×) 1944, 1947, 1949, 1955, 1957, 1964, 1970, 1985, 1988, 2007, 2010, 2014, 2019, 2020, 2022, 2023, 2024
- Meister Série B: 2016[1]